# ويليام جي. جيمس
ويليام جي. جيمس (بالإنجليزية: William G. James)‏ هو ملحن وعازف بيانو أسترالي، ولد في 28 أغسطس 1892 في بالارات في أستراليا، وتوفي في 10 مارس 1977.

## وصلات خارجية
- ويليام جي. جيمس على موقع ميوزك برينز (الإنجليزية)
- ويليام جي. جيمس على موقع ميوزك برينز (الإنجليزية)
- ويليام جي. جيمس على موقع ديسكوغز (الإنجليزية)